# Дворец Лакен
Лакен (нидерл. Kasteel van Laken, фр. Château de Laeken, нем. Schloss Laeken) — дворец-резиденция бельгийской королевской фамилии в брюссельском районе Лакен, на севере бельгийской столицы.
Дворец в стиле неоклассицизма был построен в 1782—1784 годах по указанию Альберта Саксен-Тешенского, штатгальтера Австрийских Нидерландов. Проект дворца принадлежит французскому архитектору Шарлю Де Вайи́, непосредственно за строительством надзирал Луи Монуайе (Louis Montoyer). В создании интерьеров дворца участвовал краснодеревщик Жан Жозеф Шапюи.
В 1815—1830 годах, во время существования Объединённого королевства Нидерланды, дворец Лакен был одной из резиденций короля Нидерландов.
После бельгийской революции и обретения Бельгией независимости дворец стал резиденцией бельгийского короля Леопольда I. Сын Леопольда I, Леопольд II, расширил дворец и прилегающий парк, а также построил знаменитые парковые оранжереи Лакена (англ.).